# Tony Takitani
Pour plus de détails, voir Fiche technique et Distribution.
Tony Takitani (トニー滝谷) est un film japonais réalisé par Jun Ichikawa, sorti en 2004 et adapté d'une nouvelle de Haruki Murakami.
La nouvelle éponyme « Tony Takitani » (1990) a été publiée à part en français dans un fascicule (2006, Belfond, 53 pages) offert en librairie et dans les cinémas à l'occasion de la sortie du film. (Elle fait partie de la version japonaise et anglaise du recueil Saules aveugles, femme endormie mais n'est pas reprise dans son édition française.)

## Synopsis
Tony Takitani a eu une enfance et une adolescence très solitaire. Après des études d'art, il devient illustrateur, et continue à mener cette vie isolée. Mais sa rencontre avec Eiko va bouleverser son existence. Il se découvre à son égard des sentiments qu'il n'avait jamais éprouvés : l'attachement et la peur de sa perte. Leur amour s'épanouit, et la nouvelle vie de Tony semble lui convenir à merveille. À une exception près : la manie compulsive d'Eiko pour l'achat de vêtements de marques au point qu'ils n'aient plus de place pour les ranger. Ils finissent par affecter une pièce tout entière à ces vêtements...

## Fiche technique
- Titre : Tony Takitani
- Titre original : Tony Takitani (トニー滝谷)
- Réalisation : Jun Ichikawa
- Scénario : Jun Ichikawa, d'après la nouvelle de Haruki Murakami
- Production : Motoki Ishida (ja) et Keiko Yonezawa
- Musique : Ryūichi Sakamoto
- Photographie : Taishi Hirokawa
- Montage : Tomoh Sanjo
- Décors : Shimako Takahashi
- Pays d'origine : Japon
- Langue : Japonais
- Format : Couleurs - 1,85:1 - Dolby Digital - 35 mm
- Genre : Drame
- Durée : 75 minutes
- Dates de sortie : 11 août 2004 (festival de Locarno), 29 janvier 2005 (Japon), 25 janvier 2006 (France)

## Distribution
- Issei Ogata : Tony Takitani, Schozaburo Takitani
- Rie Miyazawa : Konuma Eiko, Hisako
- Shinohara Takahumi : Tony Takitani enfant
- Hidetoshi Nishijima : le narrateur (voix)

## Distinctions

### Récompenses
- Prix FIPRESCI et Prix Spécial du Jury, lors du Festival international du film de Locarno 2004.

### Nominations
- Nomination au Grand Prix du Jury, lors du Festival du film de Sundance 2005.
- Nomination au prix du meilleur film étranger, lors des Film Independent's Spirit Awards 2006.